# Bobrowniki (rejon grodzieński)
Bobrowniki (biał. Баброўнікі) – wieś na Białorusi, położona w obwodzie grodzieńskim w rejonie grodzieńskim w sielsowiecie indurskim, nad rzeką Świsłocz. 
W latach 1921–1939 Bobrowniki należały do gminy Indura, powiatu grodzieńskiego, w ówczesnym województwie białostockim.
Według Powszechnego Spisu Ludności z 1921 roku wieś zamieszkiwało 149 osób, 21 było wyznania rzymskokatolickiego, 128 prawosławnego. Jednocześnie 142 mieszkańców zadeklarowało polską przynależność narodową a 7 białoruską. Były tu 32 budynki mieszkalne.
Miejscowość należała do parafii rzymskokatolickiej w Zaniewiczach i prawosławnej w Indurze.
Podlegała pod Sąd Grodzki w Indurze i Okręgowy w Grodnie; właściwy urząd pocztowy mieścił się w Indurze.